# Shakuhachi

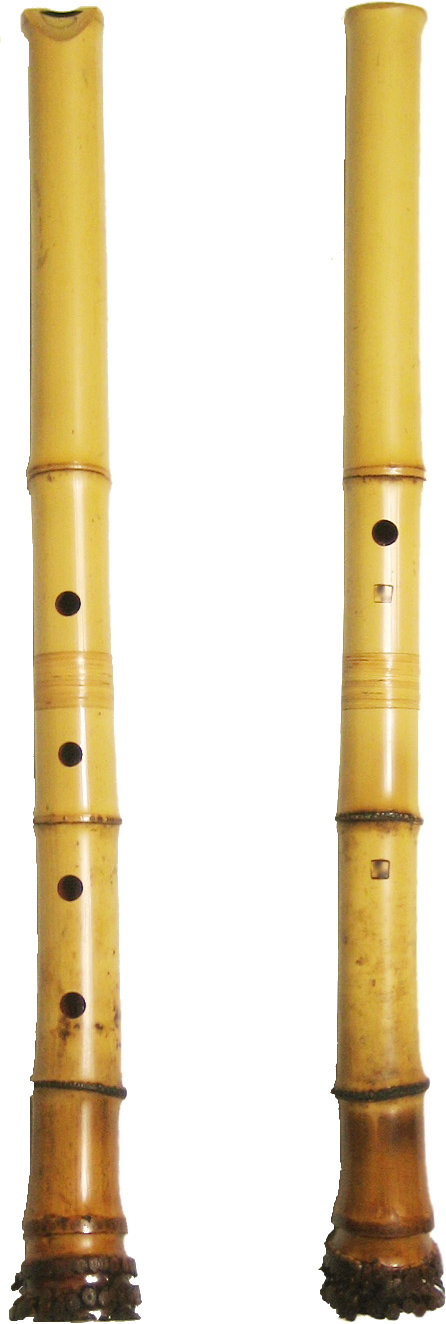
Flauta shakuhachi vista anterior y posterior.

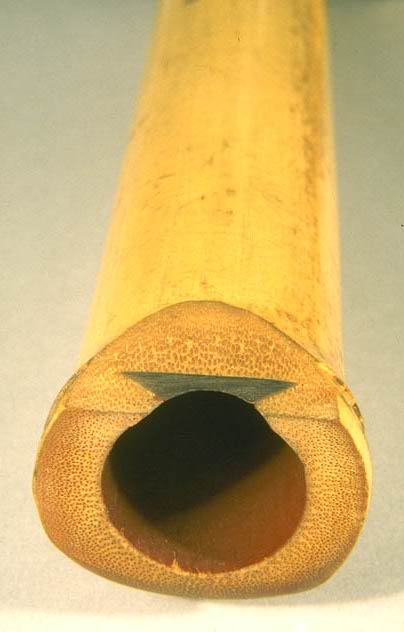
Un shakuhachi en el que puede observarse su utaguchi (歌口, embocadura) e incrustaciones.

El shakuhachi (尺八?  AFI: [ɕakɯhatɕi]) es una flauta japonesa que se sujeta verticalmente como una flauta dulce en lugar de como la tradicional flauta travesera. Era utilizada por los monjes de la secta Fuke Zen, seguidores del budismo zen, es su práctica ritual del Suizen (meditación mediante el soplado).

## Definición
El nombre shakuhachi significa "1,8 pies", referido a su longitud. Se trata de una palabra compuesta por dos vocablos:
- shaku (尺?) que es una medida de longitud arcaica usada en Japón, equivalente a 30,3 centímetros y subdivisible en diez fracciones denominadas sun.

- hachi (八?), "ocho", referido aquí a ocho sun.

Así, "shaku-hachi" significa "un shaku con ocho" (equivalente a unos 55 centímetros), que es la longitud estándar de un shakuhachi. Otros shakuhachi varían su longitud desde aproximadamente 1,3 shaku hasta los 3,3 shaku (cuanto más largo es el shakuhachi, más grave es el sonido). Aunque los tamaños varien, todos son denominados genéricamente como "shakuhachi".
Dado que el shakuhachi es una flauta con solamente cinco orificios para la
digitación, para producir muchos de los sonidos utilizados en la música de este
instrumento, se requiere una combinación de coberturas parciales, cambios en
la embocadura y en la emisión del aire.

## Historia
Durante el periodo Nara (s. VIII) fue introducido como instrumento desde China hacia Japón. Al comienzo se utilizó para la música cortesana Gagaku.
A comienzos del periodo Edo, durante el siglo XVI, los komuso, grupo de monjes itinerantes de la secta Fuke, budistas Zen, desarrollaron una práctica de meditación sonora.
A esta práctica de meditación individual, que consistía en meditar mientras soplaban ciertos sonidos en un shakuhachi, la llamaron suizen. Los sonidos no eran improvisados y el objetivo de estos monjes Zen era llegar a la iluminación a través del sonido del shakuhachi. El shakuhachi no era considerado un instrumento musical, gakki, sino uno de práctica religiosa budista, hooki.
En 1871 este grupo de monjes fue proscripto y entonces el sonido del shakuhachi comenzó a ser transmitido en calidad de música con el nombre de música original, honkyoku.

## Técnica

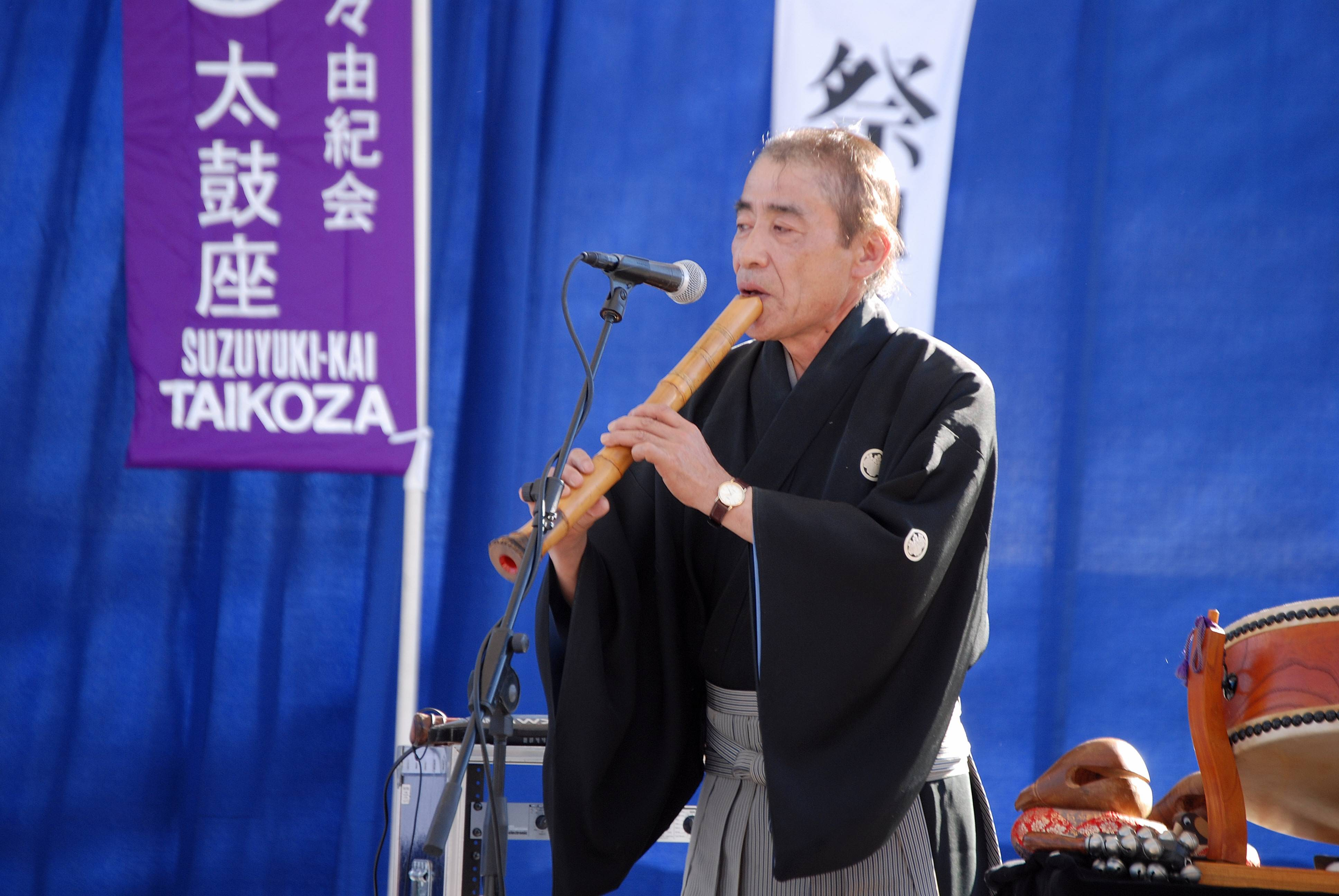
El Maestro Masakazu Yoshizawa tocando el Shakuhachi

La flauta dulce se sopla a través de la boquilla, permitiendo un control limitado del tono. El shakuhachi se toca soplando el aire como si fuera el extremo del cuello de una botella, pero en su otro extremo, el shakuhachi termina en un borde afilado, que permite al intérprete un control sustancial sobre el tono.
Los 5 agujeros están afinados según una escala pentatónica, sin semitonos, aunque el intérprete puede modificar cada tono tanto como un tono o más utilizando técnicas llamadas meri y kari, para conseguir las cuales se modifica el ángulo de soplado, consiguiendo tonos más altos o más bajos, respectivamente. El shakuhachi permite un rango de dos octavas completas (la más grave se llama Otsu y la más aguda Kan) y una tercera octava incompleta (Tai-Kan). Las distintas octavas se consiguen mediante sutiles variaciones en la respiración y en la embocadura.
Al respecto dice Horacio Curti:

En la ejecución de esta forma musical, quizás debido al valor que el sonido poseía del sonido en la práctica que la originó, podemos observar de forma especialmente clara el modelo de ideal sonoro japonés; un ideal de sonido “nopuro”, que en este caso se expresa en la natural presencia del aire en el sonido producido con la flauta.
Es también este un espacio sonoro interesante para observar el valor del timbre, lo que se explicita en la existencia de varios sonidos con igual altura pero nombres diferentes. Si entendemos que el hecho de otorgar nombres diferentes a dos elementos es un signo claro de que “emicamente” estos elementos son considerados como cosas diferentes, entonces estamos frente a una información valiosa a la que podremos acceder si identificamos que es lo que diferencia a estos dos sonidos.
Desde el punto de vista emic queda claro también que no estamos hablando de lo que en algunos instrumentos musicales es conocido como “digitaciones alternativas”, es decir alternativas de valor equivalente ofrecidas al intérprete para que este escoja en función de facilitar el movimiento de las manos o dedos para lograr mejores articulaciones de los sonidos.
Nos enfrentamos entonces a dos o más sonidos con igual altura pero diferente nombre y, debido a esto último, la sospecha de la existencia de alguna diferencia fundamental entre ellos. El timbre es aquello que los hace significativamente diferentes y es común que los intérpretes de shakuhachi se refieran a esto como una diferencia en “el espíritu” de los sonidos.

## Boquilla (Utaguchi): De lo tradicional al vanguardismo contemporáneo
El término utaguchi 歌口 traduce literalmente la boca que canta, refiriéndose al orificio superior y principal de la flauta donde se crea la boquilla o borde de soplado por un corte diagonal natural en el bambú. En este borde se produce el sonido o canto de la flauta al soplar. 
La historia del shakuhachi muestra una variedad de diseños de boquillas incrustadas que responden a una identificación de estilos de ciertas escuelas tradicionales japonesas del shakuhachi (véase en gráfica diseño de boquillas). Es así como la Kinko Ryu, Myoan y Tozan Ryu, difieren en rasgos distintos en su línea de diseño de boquilla, coincidiendo en ellas el no uso total en su incrustación de la semi-circunferencia formada por el corte natural de la boquilla en el bambú. Más allá de que estas formas incrustadas fuesen un distintivo de estilos y escuelas,  el hecho de incrustar una boquilla históricamente pudo responder a una forma de reparación del instrumento por desgaste o daño en particular en su borde de soplado. 
Una propuesta de diseño de boquilla contemporánea y vanguardista la propone el maestro de Shakuhachi de estilo independiente Ricardo Zapata (Mumon Ryu Suizen Shakuhachi), quien expone en su entrevista y publicación: "La propuesta diferenciadora en mis flautas serie Mumon Ryu Jiari es su boquilla de precisión. Mi experiencia como lutier, intérprete y maestro del shakuhachi me llevaron a diseñar una boquilla de precisión que permitiera una mejor experiencia de soplo y sonido, en miras de que el intérprete pudiera conseguir con más facilidad y precisión notaciones de altos registros (...) El primer diseño evoca un murciélago (Koumori) en vuelo con sus alas extendidas, el segundo diseño representa un pájaro volando (Hicho), Ambos diseños de boquilla poseen una forma de diseño y área de incrustación mayor a cualquier tipo de boquilla existente en la historia del shakuhachi, esto ofrece la libertad de jugar con soplos de aire en todo el ancho de la boquilla para producir un timbre único, altos registros tonales, efectos, armónicos y nuevos sonidos. Cada diseño de boquilla ofrece una característica diferente en la experiencia de soplo (...)"

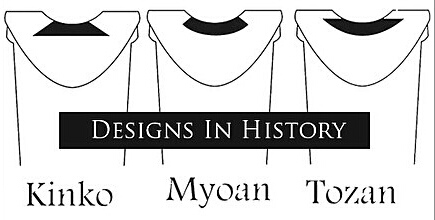
Diseño de boquillas tradicionales y contemporáneas a través de la historia del shakuhachi.